# Bathysquilla microps
Bathysquilla microps is een bidsprinkhaankreeftensoort uit de familie van de Bathysquillidae. De wetenschappelijke naam van de soort is voor het eerst geldig gepubliceerd in 1961 door Manning.